# Język judeoaramejski
Język judeoaramejski był dialektem języka aramejskiego. Zaznacza się w nim wyraźny podział na grupę wschodnią i zachodnią. Podobnie jak średnioaramejski dzieli się na 2 grupy: zachodnią i wschodnią. Grupa zachodnia obejmuje język judeo-palestyńską (w którym spisano Talmud Palestyński, żydowskie midrasze i targumy). Grupa wschodnia obejmuje język aramejski talmudyczny-babiloński (język Talmudu Babilońskiego).